# 特雷沃·汤普森
特雷沃·汤普森（英語：Trevor Thompson，1994年6月12日—）為美國男子籃球運動員，現效力於中国男子篮球职业联赛深圳新世纪。
2018年8月，昂蒂布鯊魚簽下汤普森。2019年1月，安特衛普巨人簽下汤普森。2019年9月，牛奶星引進汤普森。2020年2月，汤普森離開牛奶星。2020年3月，斯維塔維簽下汤普森。2020年5月，麥赫連袋鼠簽下汤普森。2021年7月，托倫硬薑餅引進汤普森。2021年11月，汤普森加入札達爾。2022年8月，斯卡法蒂簽下汤普森。2023年7月，佩里斯特里簽下汤普森。2024年8月，汤普森加入托法斯。2024年11月，中国男子篮球职业联赛深圳新世纪與汤普森簽約。

## 外部連結
- 特雷沃·汤普森在fiba.basketball（英语）
- 特雷沃·汤普森在NBA G聯盟（英语）
- 特雷沃·汤普森在土耳其籃球超級聯賽（英语）
- 特雷沃·汤普森在亞得里亞海聯賽（英语）
- 特雷沃·汤普森在中国男子篮球职业联赛
- 特雷沃·汤普森在Basketball-Reference.com（NBA）（英语）
- 特雷沃·汤普森在Basketball-Reference.com（NBA G聯盟）（英语）
- 特雷沃·汤普森在Basketball-Reference.com（國際）（英语）
- 特雷沃·汤普森在Sports-Reference.com（NCAA）（英语）
- 特雷沃·汤普森在Eurobasket.com（球員）（英语）
- 特雷沃·汤普森在Proballers（英语）
- 特雷沃·汤普森在RealGM（英语）
- 特雷沃·汤普森在中国篮球数据库
- 特雷沃·汤普森在Flashscore（英语）